# Rolf Rämgård
Rolf Rämgård   (Älvdalen, 30 de març de 1934) és un esquiador de fons suec, ja retirat, que va competir durant les dècades 1950 i 1960.
El 1960 va prendre part en els Jocs Olímpics d'Hivern de Squaw Valley, on disputà tres proves del programa d'esquí de fons. Guanyà la medalla de plata en la prova dels 30 quilòmetres i la de bronze en els 50 quilòmetres, mentre en la dels 15 quilòmetres fou vuitè.
Un cop retirat entrà en política i entre 1974 i 1985 fou membre del Parlament de Suècia i Comissari municipal. També fou ministre d'esports i alcalde del municipi Älvdalen.